# Houk Village
Houk Village är en ort i Mikronesiska federationen.   Den ligger i kommunen Houk Municipality och delstaten Chuuk, i den västra delen av landet, 1 000 km väster om huvudstaden Palikir. Houk Village ligger 8 meter över havet och antalet invånare är 451. Den ligger på ön Houk Island.
Terrängen runt Houk Village är mycket platt.  Det finns inga andra samhällen i närheten. 